# Lindsaea ovoidea
Lindsaea ovoidea är en ormbunkeart som beskrevs av Fée. Lindsaea ovoidea ingår i släktet Lindsaea och familjen Lindsaeaceae. Inga underarter finns listade.